# Riva Ligure
Riva Ligure är en ort och kommun i provinsen Imperia i regionen Ligurien i Italien. Kommunen hade 2 824 invånare (2018).